# 柴田鐵雄
柴田 鐵雄（しばた てつお、1924年〈大正13年〉4月26日 - 2004年〈平成16年〉12月13日）は、日本の剣道家。段位は教士八段。鞍馬流剣術第17代宗家。

## 経歴
鞍馬流第15代宗家柴田衛守の次男勧（16代宗家）の長男として東京府四谷区に生まれる。幼少から父に剣道を学ぶ。
旧制海城中学校から東京体育専門学校に進み、剣道を三橋秀三（三橋鑑一郎の養子）に師事。
卒業後、神奈川県立川崎工業高等学校に教員として30年勤務し、県内の高校の教頭、校長を歴任する。
祖父衛守が明治時代に開いた道場「習成館」（太平洋戦争の戦災で焼失）を1989年（平成元年）に再建。
最難関である剣道八段審査に挑戦するため、道場の四方にビデオカメラを設置して自身の稽古を撮影し、ビデオを師として研究した。1998年（平成10年）、74歳で八段に合格。
神奈川県学校剣道連盟会長、神奈川県剣道連盟審議員、日本古武道協会常任理事、日本古武道振興会常任理事、上智大学剣道部師範を務め、晩年まで鞍馬流剣術と現代剣道の指導に尽力した。
2004年、死去。

## 受賞
- 日本古武道協会古武道功労者表彰（1991年度）